# Herchener Höhe

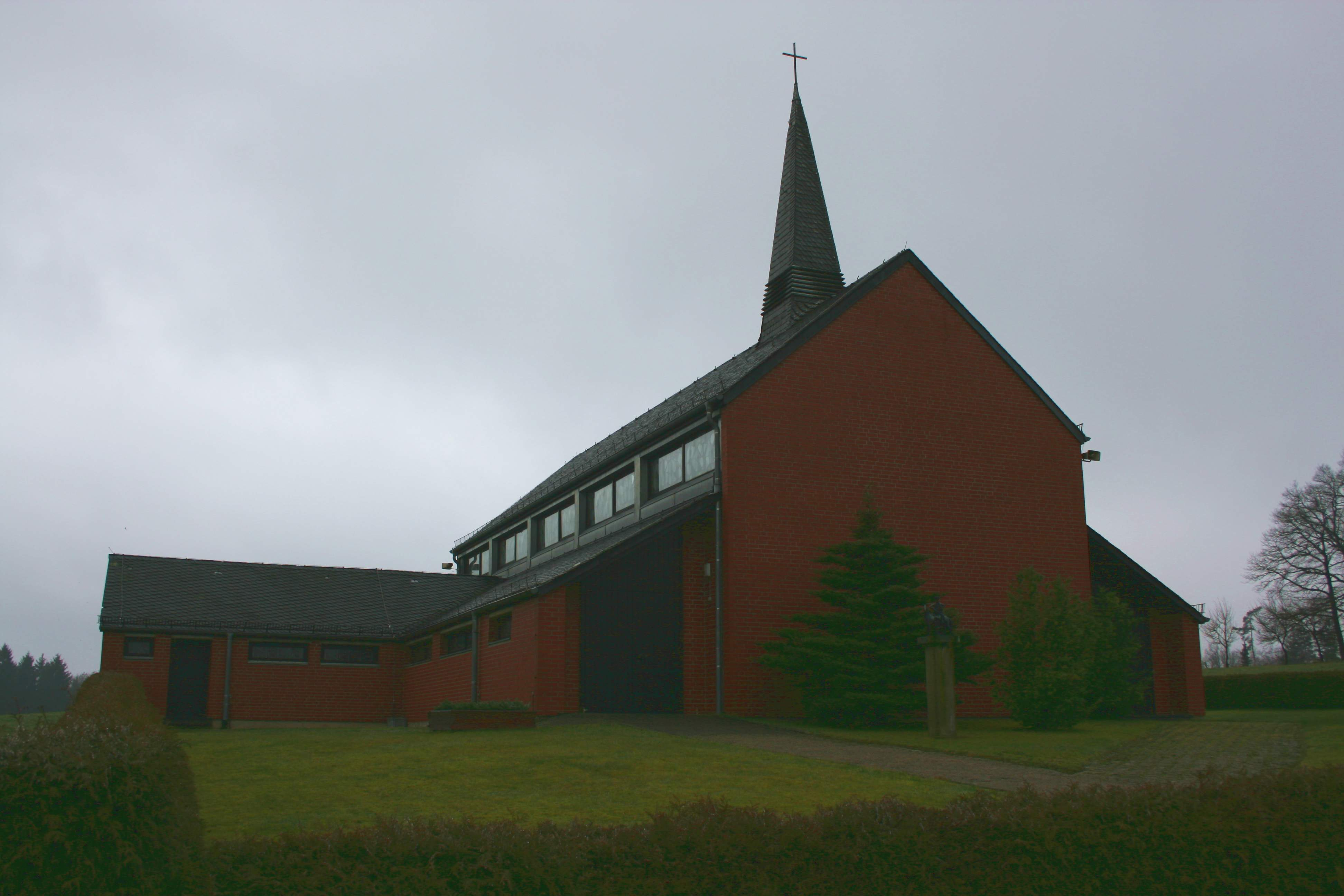
Die moderne katholische Kirche St. Martin in Altenherfen

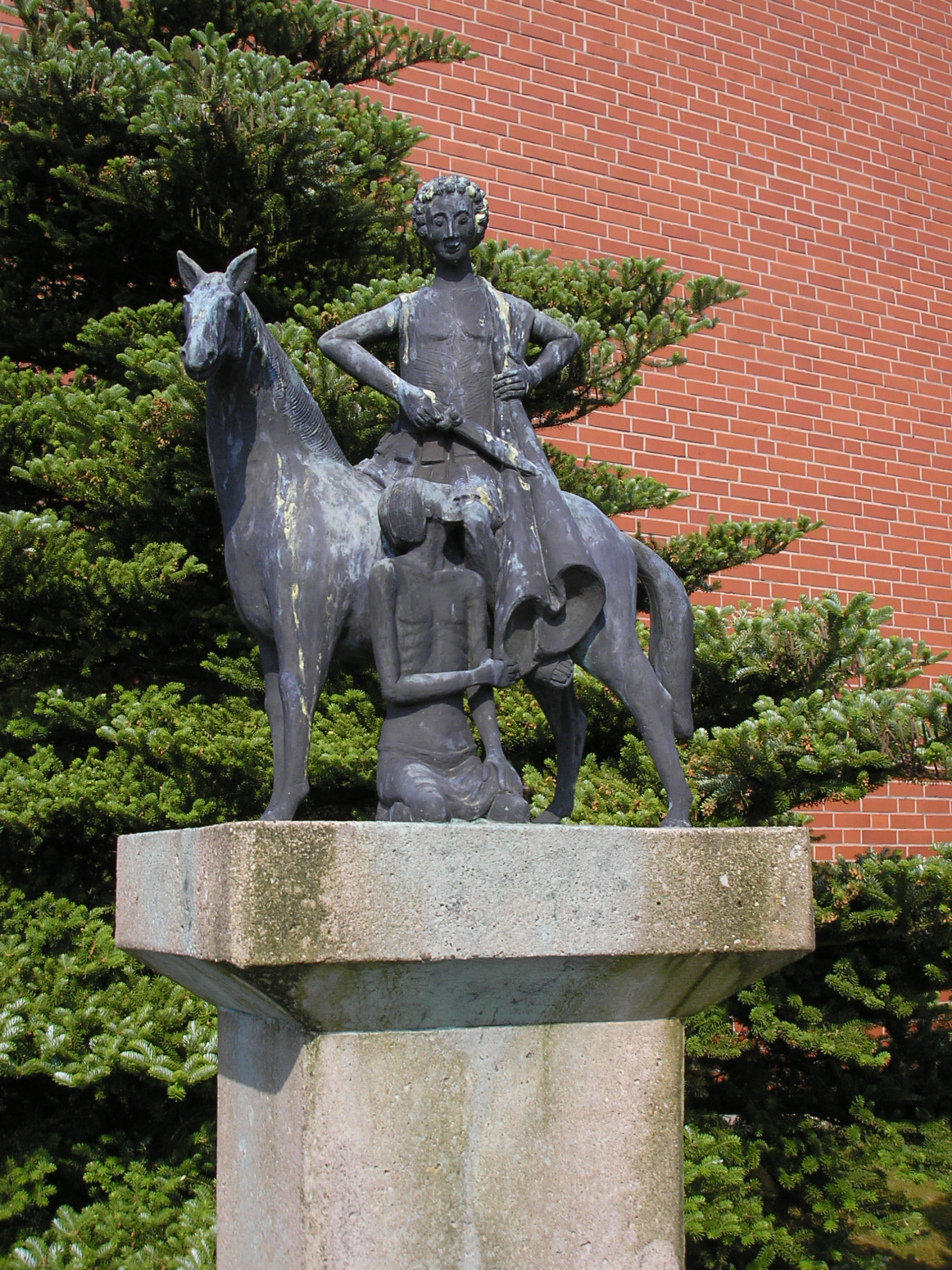
Skulptur des St. Martin vor der Filialkirche

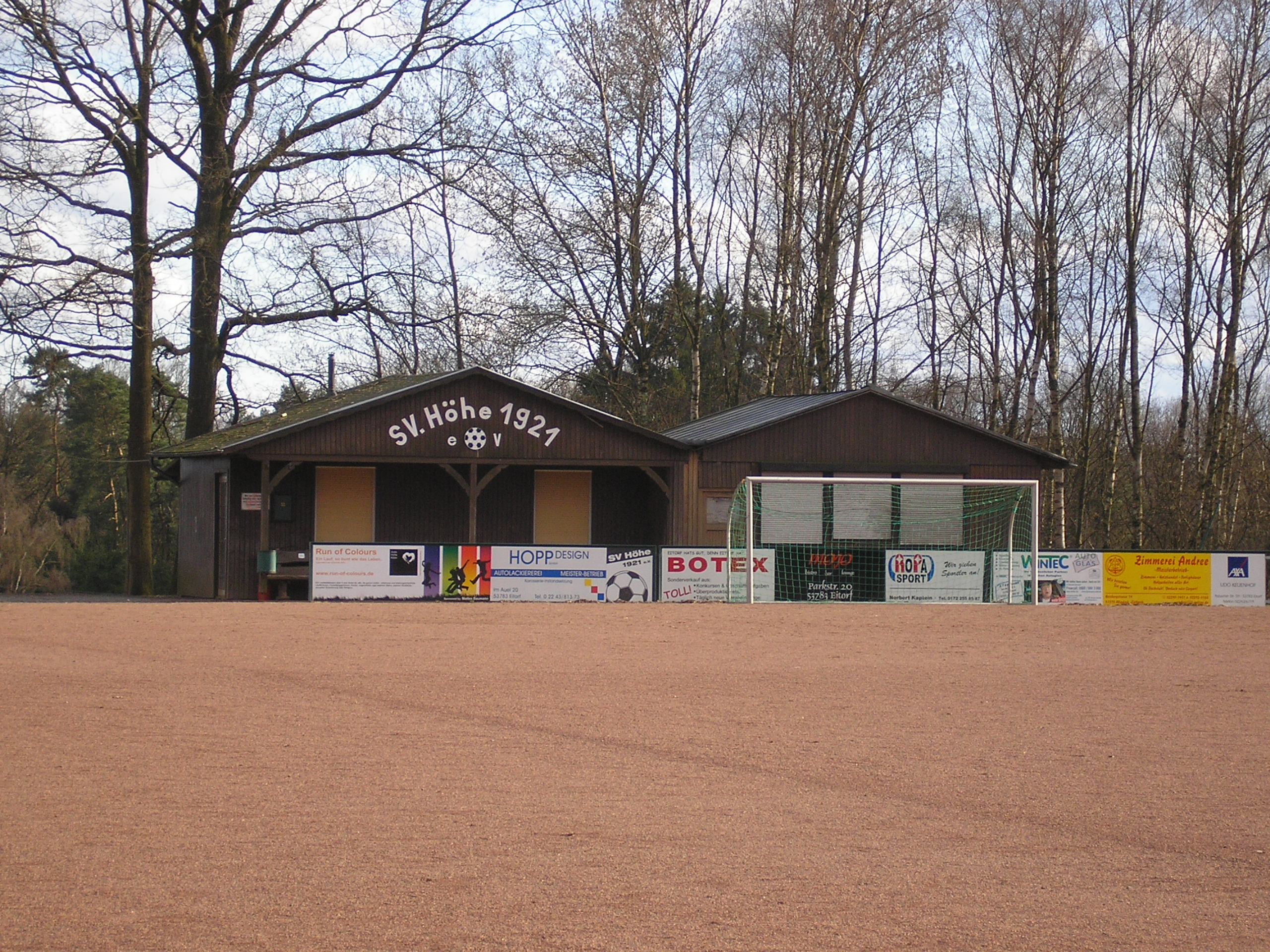
SV Höhe 1921

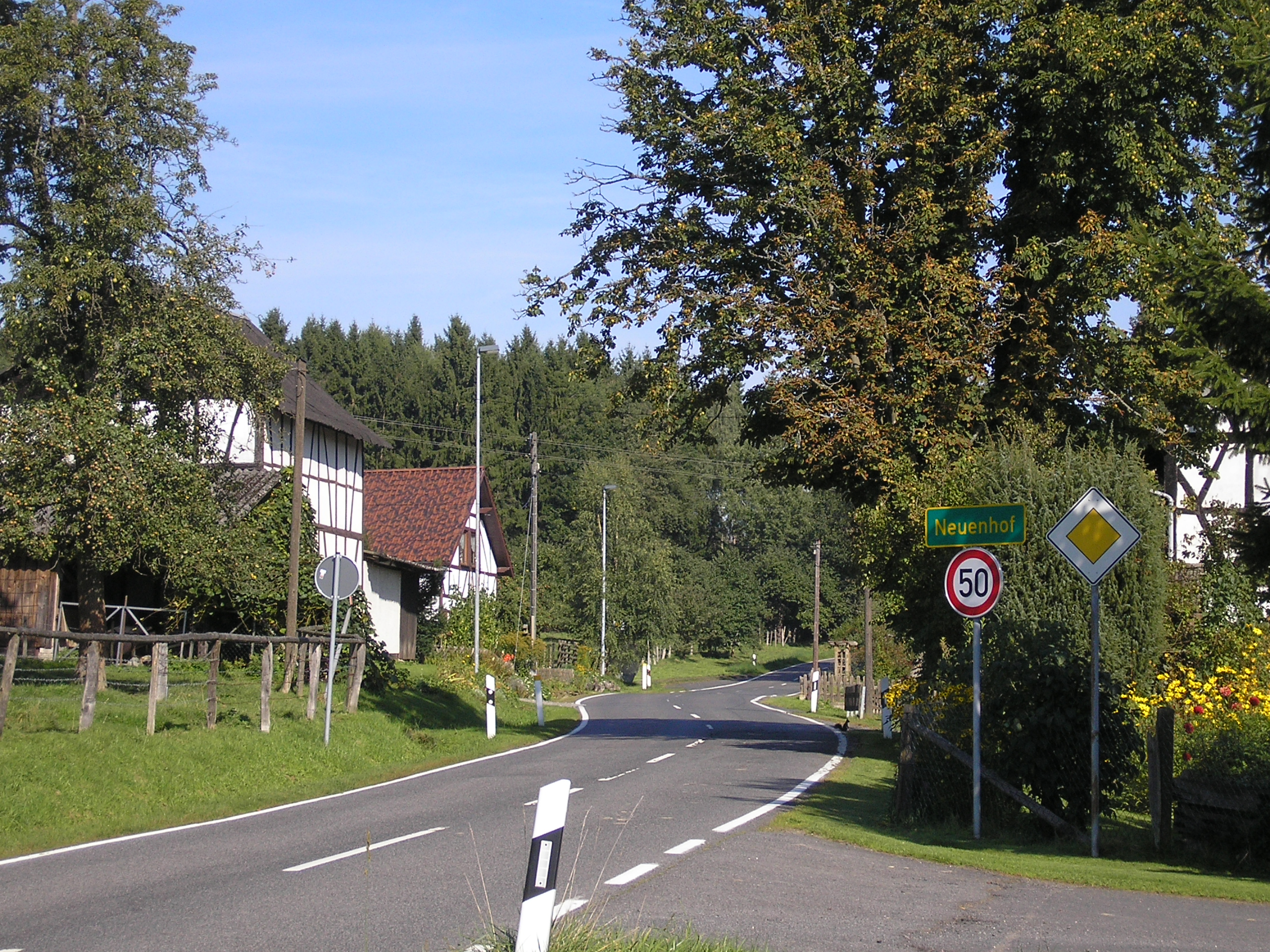
Windeck-Neuenhof

Die Herchener Höhe ist eine Ansammlung von kleinen Dörfern in der Gemeinde Windeck. Die Höhe liegt nördlich von Herchen zwischen Ottersbach und Kaltbachtal im Nutscheid. Sie wird von der Landesstraße 312 durchzogen. Der Wanderweg der Deutschen Einheit führt über die Herchener Höhe.
Zu den Ortschaften zählen
- Neuenhof
- Ringenstellen
- (Nieder- und Ober-) Rieferath
- Lüttershausen
- der Kapellenort Gutmannseichen und
- Altenherfen

Altenherfen ist mit seiner 1972 eingeweihten Filialkirche St. Martin und dem Sportplatz des Fußballverein Höhe 1921 e.V. kultureller Mittelpunkt der Herchener Höhe.
Die alleinliegenden, ehemaligen Dienstgebäude Forsthaus und Dorfschule Höhe dienen heute als Wohngebäude.

## Einwohnerzahlen

### 1810
| Ortsteil        | Katholiken | Lutheraner | Einwohner |
| Altenherfen     | 38         | keine      | 38        |
| Gutmannseichen  | 55         | keine      | 55        |
| Lüttershausen   | 58         | 6          | 64        |
| Niederrieferath | 34         | 34         | 68        |
| Oberrieferath   | 39         | 19         | 58        |
| Ringenstellen   | 34         | keine      | 34        |

### 1885
| Ortsteil        | Häuser | Einwohner |
| --------------- | ------ | --------- |
| Altenherfen     | 13     | 51        |
| Gutmannseichen  | 21     | 91        |
| Lüttershausen   | 20     | 106       |
| Neuenhof        | 6      | 22        |
| Niederrieferath | 14     | 55        |
| Oberrieferath   | 18     | 60        |
| Ringenstellen   | 10     | 27        |

### Aktuelle Einwohnerzahlen
- Altenherfen – 25
- Gutmannseichen – 89
- Lüttershausen – 80
- Neuenhof – 47
- Rieferath – 152
- Ringenstellen – 32

(Stand: 31. Dezember 2011)

## Geschichte
Am 19. Oktober 1795 griffen die Bauern der Herchener Höhe einen Tross einrückender französischer Revolutionssoldaten an. Hierbei kamen Johann Peter Stockhausen aus Gutmannseichen, Franz Sieberz aus Altenherfen, Johann Peter Lenz aus Niederrieferath und Johannes Engelbert Sainsch aus Lüttershausen ums Leben.